# Амерсфорт
Амерсфорт е община и вторият по големина град в провинция Утрехт в централна Нидерландия. Градът се развива с бързи темпове, но има добре съхранен и запазен средновековен център. Амерсфорт е един от основните жп възли в страната заради местоположението си. През града минават двете основни жп линии в Нидерландия, които съединяват източната със западната и северната с южната част на страната. Амерсфорт отпразнува своята 750-годишнина през 2009 г.

## Основни центрове
Към община Амерсфорт спадат следните градове, села и/или райони: Амерсфорт, Хохланд, Хохландерфен, Катенбрук, Стутенбург Норд и Сустерквартиер.

## История
Началото си регионът на Амерсфорт води от мезолитния период. Археолози са намерили следи от лагерите на първите заселници. Били са открити останки от домашни пещи и различни сечива за добиване на огън, северно от града. Те датират от около 1000 г. пр. Хр. За първи път обаче се споменава името на града едва към XI век сл. Хр. То произлиза от думата foort (брод) и името на река Амер (днес река Еем), върху която този брод се е ситуирал. Днес се предполага, че градът се е развил около централния площад Хоф, където Утрехтската митрополия е създала съд, с цел да контролира околността Хелдерсе вали. Първите градски правила са установени през тогавашния митрополит на Утрехт Хенри Първи фан Финден. Първата защитна стена в града, изградена от тухли, е построена около 1300 г. Малко по-късно, около 1380 г., е било дадено началото на строеж на нови външни стени, тъй като градът ясно е започнал да се разраства. Строежът им приключва около 1450 г. Известният Копелпоорт, който представлява едновременно сухопътна и водна порта, е част от тази втора стена. На мястото на първата, която е била разрушена, са били построени къщи. Днес улица Муурхаузен (стенни къщи) е разположена точно там. Предните части на къщите по тази улица лежат върху основите на първата стена, която е опасвала града.
Така наречената Кула на Старата дама е една от най-високите средновековни църковни кули в Нидерландия със своите 98 m. Конструкцията на църквата, както и на самата кула, е започнала през 1444 г. Църквата е била унищожена през 1787 г. от експлозия, но все още може да се разпознае разположението ѝ. Кулата обаче оцелява. Поради местоположението си, тя служи в днешно време за основна отправна топографска точка с координати (155.000, 463.000).
Вътрешната част на Амерсфорт е била добре съхранена след Средновековието. Освен Кулата на Старата дама, Копелпоорт и Муурхаузен там се намира църквата Сейнт Йорис. Има още множество канали, както и различни средновековни или дори по-стари сгради, някои от които са признати за национални паметници на културата. През Средновековието Амерсфорт е бил основен център на текстилната индустрия. Имало е също така множество пивоварници.
През XVIII век градът разцъфва, благодарение на култивацията на тютюн, но след 1800 г. започва постепенен спад, който е бил овладян с построяването на първата жп връзка в града през 1863 г. Била е подсилена също и военната мощ, тъй като по онова време повечето западни нидерландски градове е трябвало често да се защитават. След около 1920 г. градът е изправен пред нов отлив, който продължава до 70-те години на 20 век, когато правителството го обявява за „развиващ се град“. Тогава Амерсфорт е наброявал едва 70 000 души. Към август 2017 градът наброява 155 089 души.
Амерсфорт е бил градът с най-голям гарнизон в Нидерландия преди избухването на Втората световна война, както и с най-много на брой казарми – цели осем. През май 1940 г. цялото население на града от 43 000 души е било евакуирано, тъй като е имало опасения от евентуална германска инвазия. След четиридневна битка на населението е било позволено да се завърне.
В Амерсфорт е имало активно еврейско общество от около 700 души. Половината от тях са депортирани и убити най-вече в Аушвиц и Собибор. През 1943 г. е била силно повредена синагогата в града, която датира от 1727 г. Това се е случило по заповед на управляващото тогава нацистко правителство. След войната синагогата е била напълно възстановена и продължава да функционира.
По време на войната е имало концентрационен лагер съвсем близо до града. Бил е известен под името Амерсфорт, но всъщност е разположен извън рамките на града, в съседната община Люзден. В началото лагерът е бил предвиден да бъде единствено транзитен, каквото сочи и името му, но впоследствие е бил използван и като наказателен и работнически такъв. Историята му може да се раздели на два периода – 1941 – 1943 и 1943 – 1945 г. Първият период е приключил през март 1943 г., когато по-голямата част от затворниците са преместени в други концентрационни лагери, за да се осъществи вече планираното разширение. Само след около 2 месеца предвидените ремонтни действия са приключили и затворниците са били върнати обратно в лагера Амерсфорт. Макар и с много по-голям „капацитет за настаняване“ и по-бързо „текучество“, анархията, липсата на храна, хигиена и медицински грижи, както и жестокостта на охраната, продължават да са на същото ниво. На 7 май 1945 г. лагерът Амерсфорт е официално освободен, а малко след войната двама от ръководителите на лагера са осъдени на смърт, като единият от тях, Карл Петер Берг, е бил екзекутиран през 1949 г., а другият Йохан Котела, е осъден на доживотен затвор.

## Произход на псевдонима Кайстад (каменен град)
Псевдонимът на Амерсфорт Кайстад произлиза от един облог между двама земевладелци. През 1661 г. 400 души са довлачили 9-тонен камък чак от съседния град Суст заради този облог. А победителят е раздал на всички бира и прецели. Тази история е засрамила местните, тъй като хората от съседните градове са ги наричали с презрителни епитети. Така през 1672 г. камъкът е скрит, но през 1903 г. отново е открит и поставен на видно място като паметник в града.

## Култура

### Музеи
- Къща музей Мондриан: родното място на художника Пийт Мондриан. Пресъздадено е ателието му в Париж в реални размери. Временно се излагат и творби на различни автори, повлияни от Мондриан.
- Флейте: исторически, образователни и временни изложби за разкошна фасада. Музеят е бил новооткрит през май 2009 г.
- Зонехоф: малка, елегантна, модернистична сграда, построена от Херит Ритфелд. Предимно временни изложби, най-вече на съвременни артисти.
- Музей Армандо: творби на художника Армандо (живял в Амерсфорт като дете) в обновена църковна сграда. Голяма част от сградата и изложените експонати са били унищожени в пожар на 22 октомври 2007 г.
- Нидерландски кавалериен музей
- Кулинарен музей
- Художествена галерия КАДЕ

### Спорт
В Амерсфорт е имало футболен клуб, наречен ХВК, но е разпуснат през 1982 г. поради финансови проблеми.

### Други
В града има зоологическа градина, която се казва ДиренПарк Амерсфорт, основана през 1948 г.

## Транспорт
Градът притежава добре развита автобусна система, както и три жп гари. Две основни магистрали минават през града. В Амерсфорт има също речно пристанище, на река Еем, която се слива в езерото Ееммеер.

## Икономика
Градът служи за основно седалище на следните международни компании:
- Йокогава: компания за електрическо инженерство и софтуер
- Нютреко: производство на животинска храна
- Аркадис: международна консултантска и инженерна компания за инфраструктура и околна среда с 14 000 служители
- ДХВ: консултантска и инженерна компания
- Голдън тулип хотелс: международна хотелска верига
- Екстрон електроникс

## Личности
- Пийт Мондриан (1872 – 1944) – художник
- Вилем Сандберг (1897 – 1984) – графичен дизайнер и директор на музей Стеделайк
- Бен Пон – вносител на коли и създател на Фолксваген Тайп 2
- Франк Дрост (1963) – плувец

## Побратимени градове
- Либерец, Чехия